# Litsea mafuluensis
Litsea mafuluensis är en lagerväxtart som beskrevs av C. K. Allen. Litsea mafuluensis ingår i släktet Litsea och familjen lagerväxter. Inga underarter finns listade i Catalogue of Life.